# Rigidsociaria erinaceola
Rigidsociaria erinaceola är en fjärilsart som beskrevs av Józef Razowski 1986. Rigidsociaria erinaceola ingår i släktet Rigidsociaria och familjen vecklare. Inga underarter finns listade i Catalogue of Life.